# NGC 6208
NGC 6208 هي مجرة تتبع كوكبة المجمرة. اكتشفها جيمس دنلوب في 28 يوليو 1826.

## روابط خارجية
- NGC 6208 على موقع ويكي سكاي: DSS2, SDSS, GALEX, IRAS, Hydrogen α, X-Ray, Astrophoto, Sky Map, Articles and images